# Tulasnella kongoensis
Tulasnella kongoensis är en svampart som beskrevs av P. Roberts 1997. Tulasnella kongoensis ingår i släktet Tulasnella och familjen Tulasnellaceae.  Arten är reproducerande i Sverige. Inga underarter finns listade i Catalogue of Life.